# Markaz Sīdī Sālim
Markaz Sīdī Sālim (arabiska: مركز سيدي سالم) är en region i Egypten.   Den ligger i guvernementet Kafr el-Sheikh, i den norra delen av landet, 150 km norr om huvudstaden Kairo.